# Moonlight (rose)
'Moonlight' est un cultivar de rosier obtenu en Angleterre en 1913 par le révérend Pemberton. C'est un croisement de Rosa moschata et d'hybride de thé.

## Description

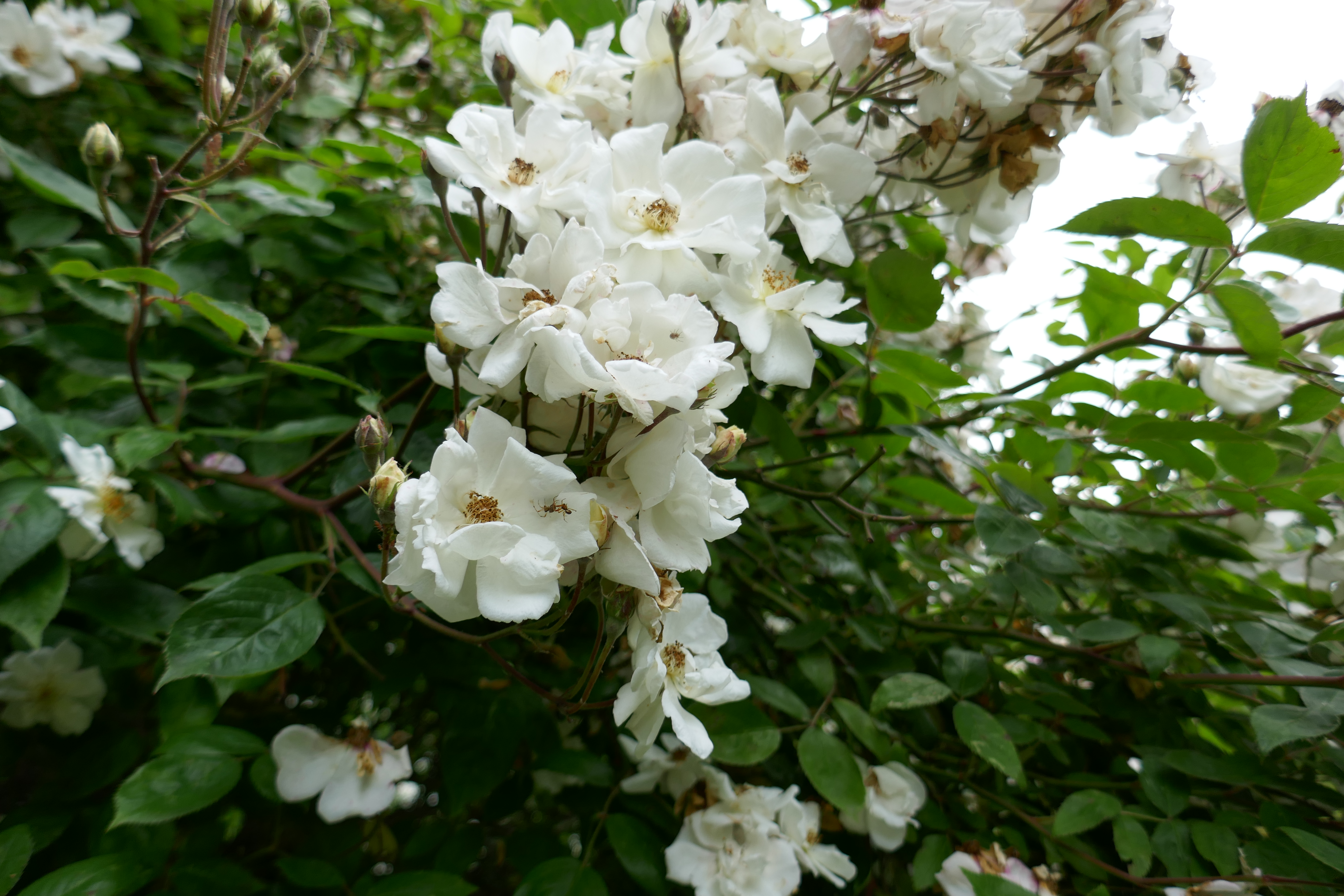
Rameau de 'Moonlight' au jardin botanique de Belgique.

Ce rosier s'élève de 120 cm à 245 cm, pour une largeur de 245 cm à 365 cm, formant un buisson touffu et vigoureux au feuillage vernissé et pourpre quand il est jeune, et aun rameaux souples. Ses fleurs sont blanches avec parfois une ombre citron s'ouvrant sur des étamines d'or. Elles sont grandes, simples à semi-doubles, fleurissant en petits bouquets avec une légère remontée d'automne.  
Sa zone de rusticité est de 6b à 9b; il résiste donc bien aux hivers froids.
Il est issu du croisement de 'Trier' (Lambert, 1904) × 'Sulphurea' (Paul, 1900). Ce rosier est un grand classique des amoureux de roses musquées.